# 윤상구 (1904년)
윤상구(尹相求, 일본식 이름: 伊東相求, 1904년 ~ ?)는 일제강점기와 대한민국의 관료이다.

## 생애
충청남도 아산군 출신으로 양정고등보통학교를 졸업했다. 일본에 유학하여 마츠야마 고등학교와 교토 제국대학 법학부를 졸업하였다.
귀국 후 강원도 내무부를 시작으로 강원도 정선군, 충청남도 천안군, 보령군 등에서 근무하였다. 일제 강점기 말기에는 조선총독부 군수로 발탁되어 충청남도 청양군과 대덕군 군수를 지냈다. 청양군수이던 1943년을 기준으로 정8위에 서위되어 있었다.
미군정과 대한민국에서도 공무원으로 재직했다. 1955년에 보건사회부 노정과장에 올랐고, 강원도 문교사회국장, 충청북도 문교사회국장, 내무부 지방국장을 거쳤다. 1967년에 국정교과서주식회사 이사 겸 부사장으로 재직 중이었다.
2008년 민족문제연구소가 발표한 친일인명사전 수록예정자 명단 중 관료 부문에 포함되었다.

## 참고자료
- 윤상구(尹相求) - 국사편찬위원회